# I borghi più belli d'Italia
As aldeias mais bonitas de Itália (em italiano:  I borghi più belli d'Italia) é uma associação de pequenas aldeias italianas com interesse histórico. Foi fundada em março de 2001 a partir do incentivo do conselho de turismo da Associazione Nazionale Comuni Italiani (it), com o objectivo de preservar e manter as aldeias com património de qualidade. A associação desenvolve iniciativas como festivais, exposições, festas, conferências e concertos que destacam o património cultural, histórico, gastronómico e linguístico, envolvendo os residentes, as escolas e os artistas locais.
A associação foi inspirada pela sua congénere francesa mais antiga, As mais belas aldeias de França (Les plus beaux villages de France), e é parte da organização internacional Les plus beaux villages de la Terre. A admissão ao clube implica cumprir um número de pré-requisitos, quer estruturais, como a harmonia arquitetónica da malha urbana e a qualidade do património edificado público e privado, e em geral, relacionados com a qualidade de vida na aldeia em termos de actividades e serviços para os habitantes.

## Aldeias

### Norte de Itália

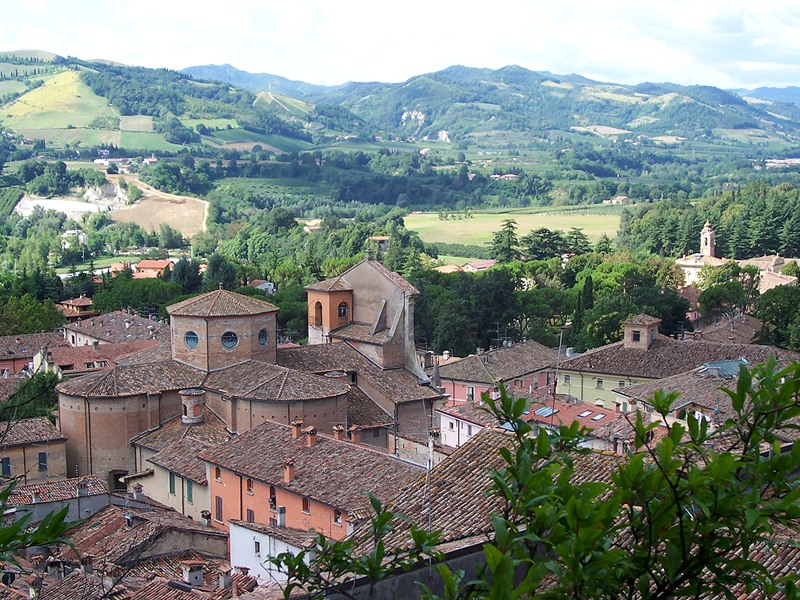
Brisighella

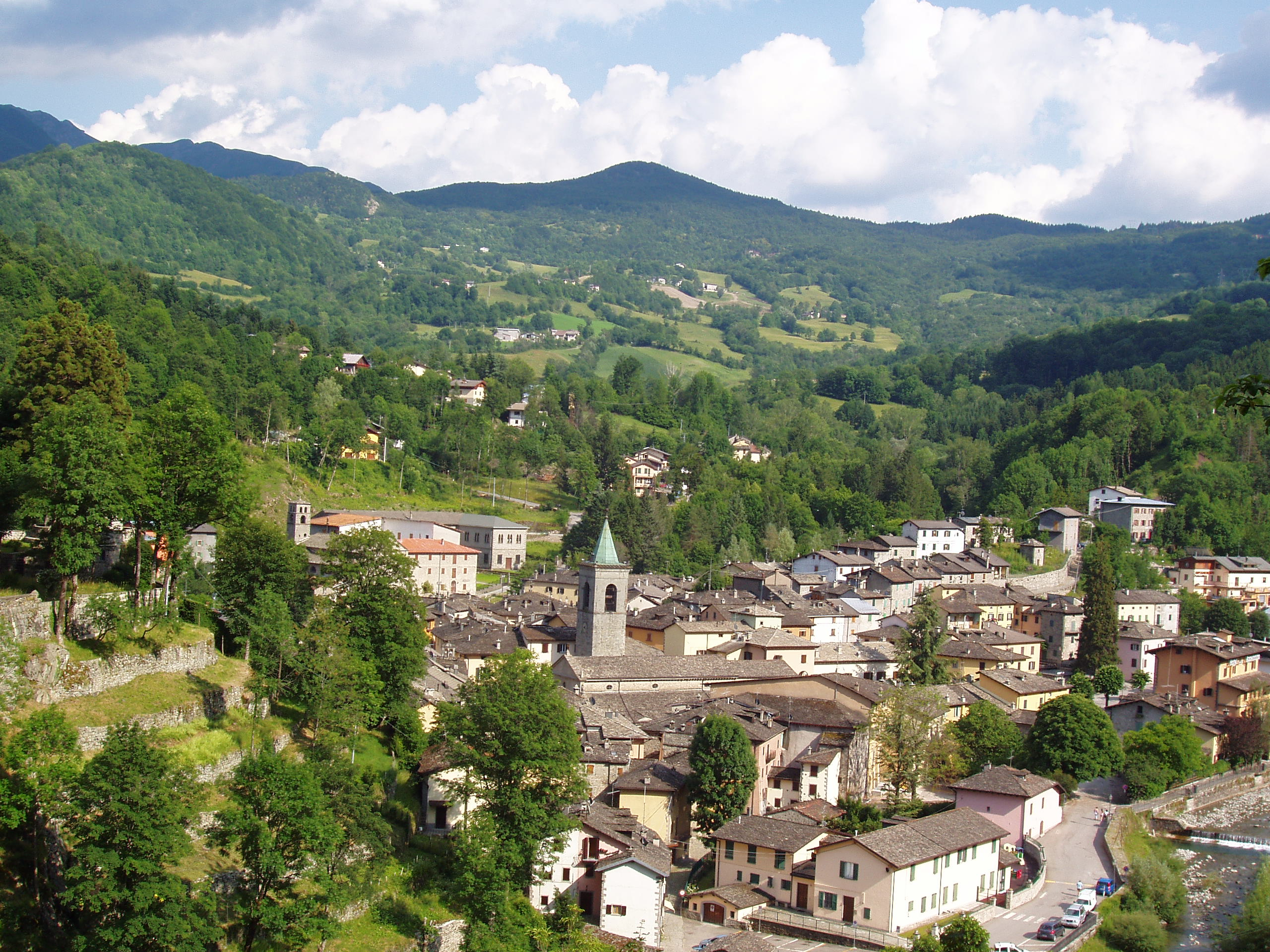
Fiumalbo

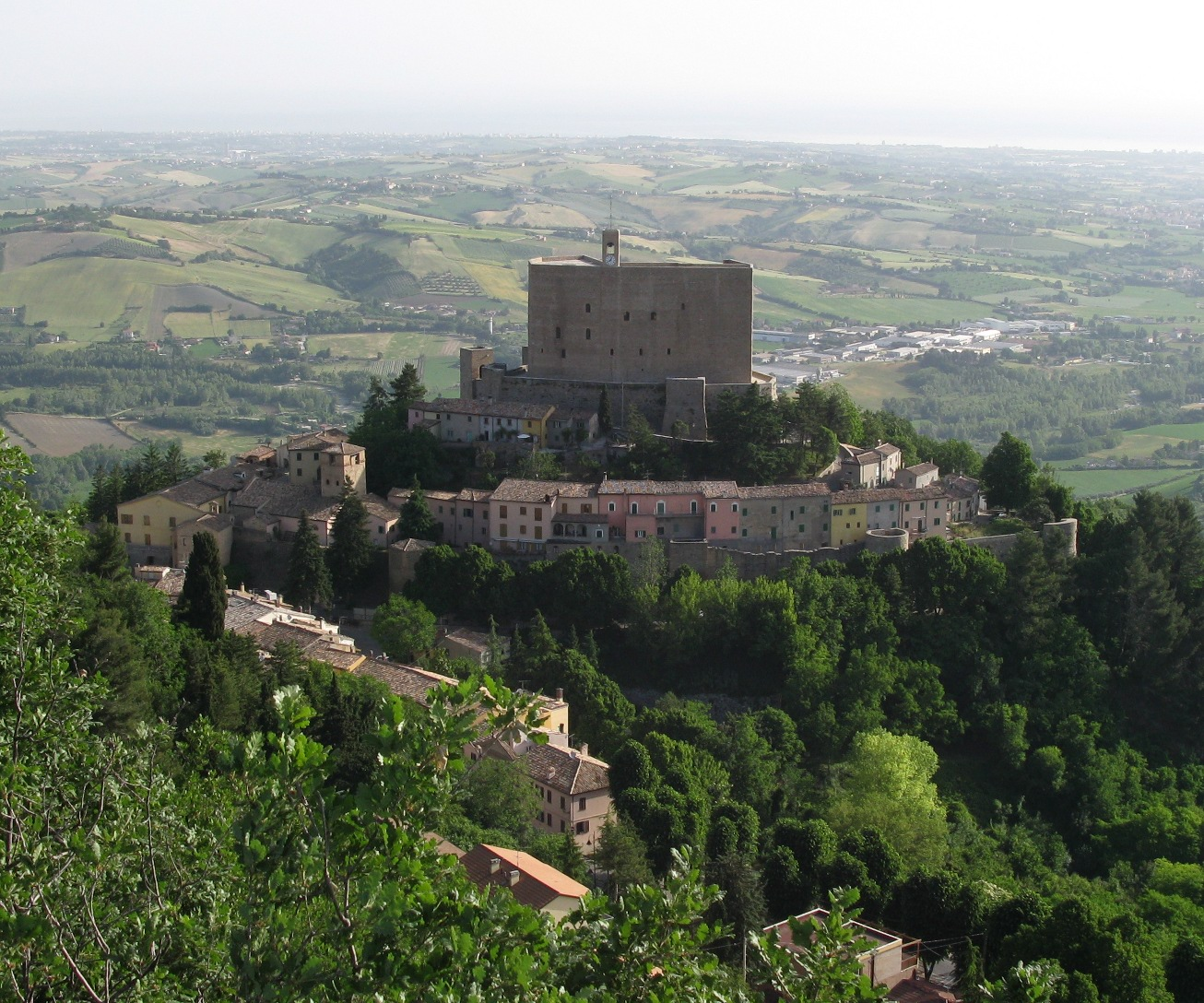
Montefiore Conca

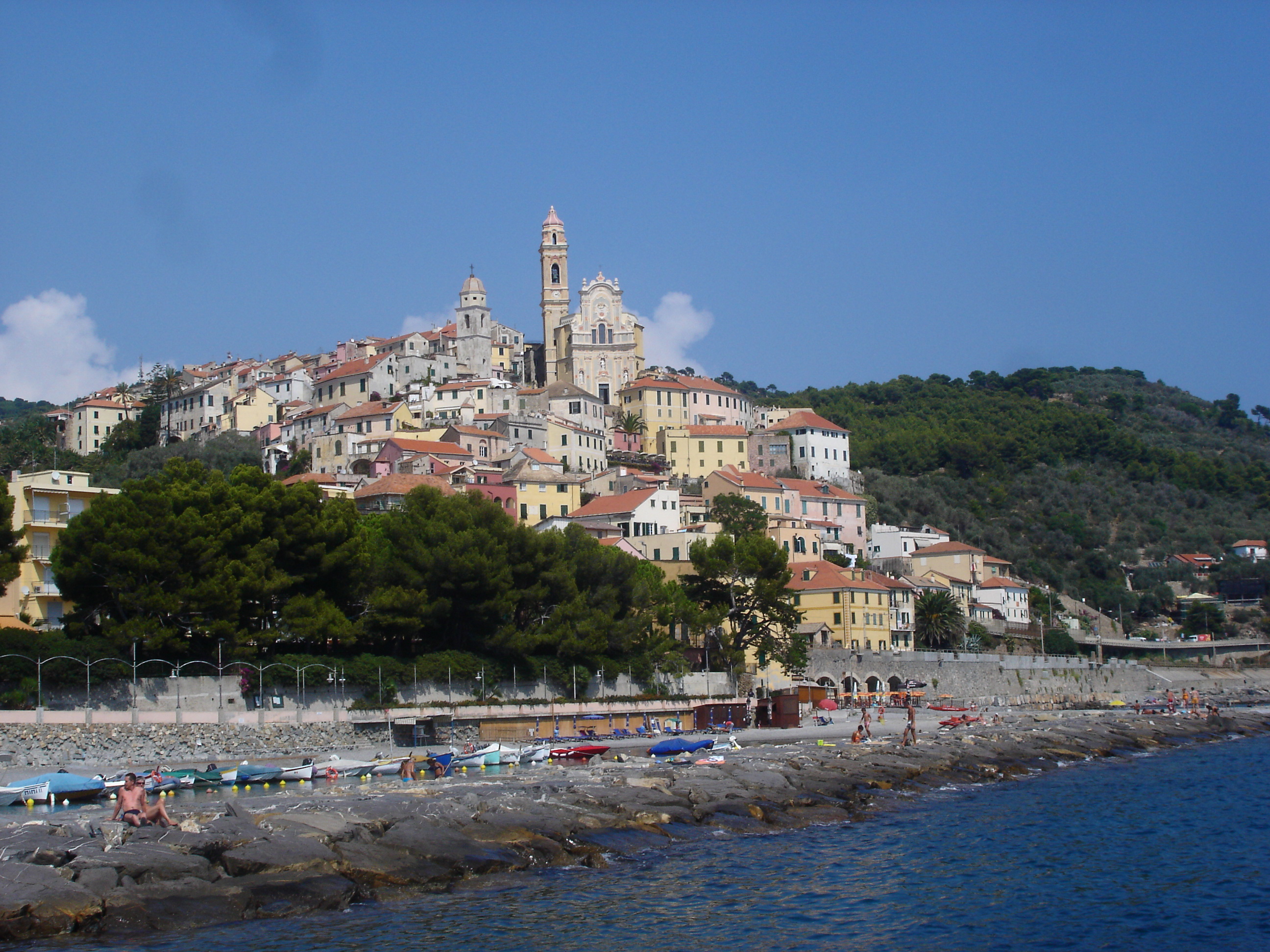
Cervo

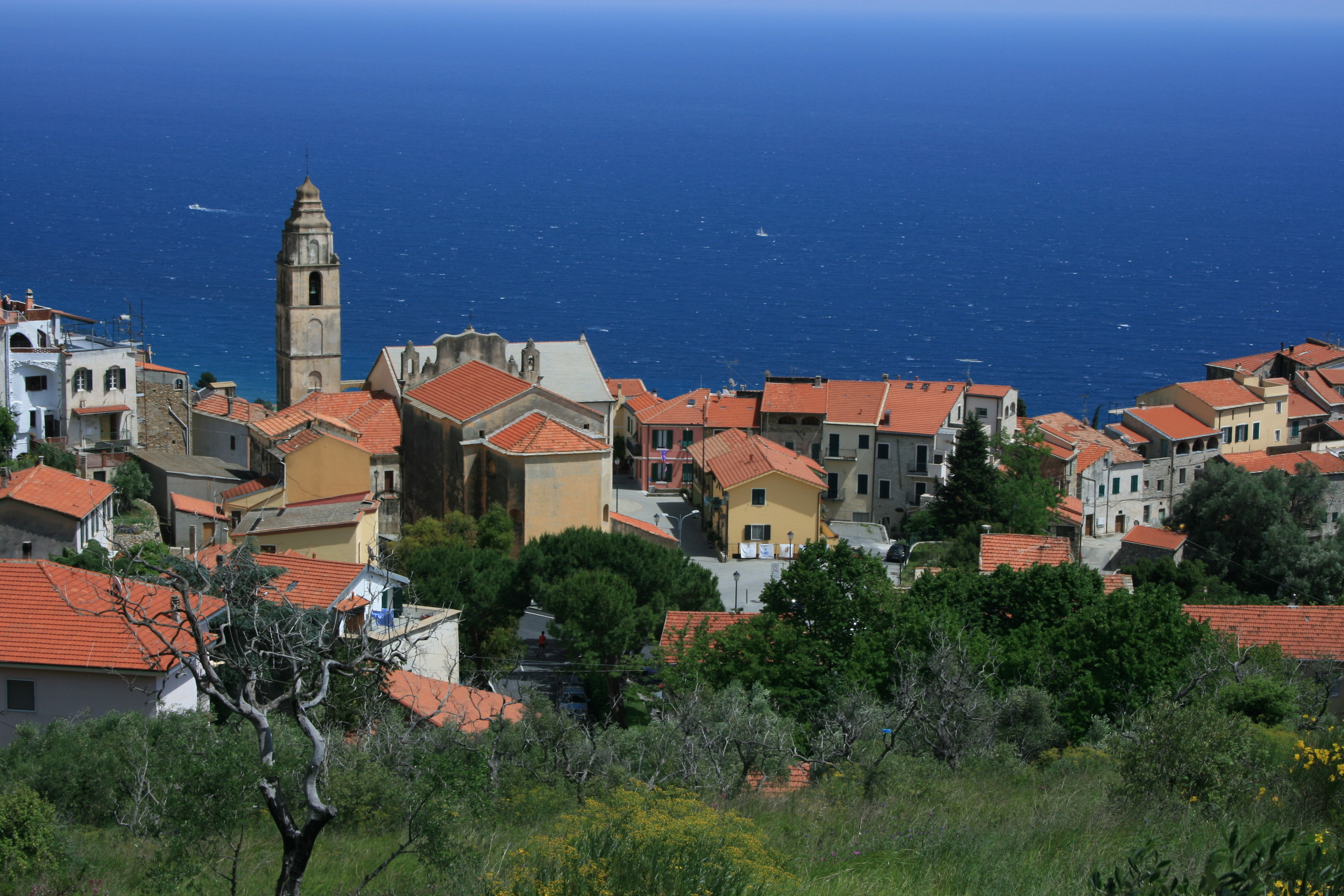
Cipressa

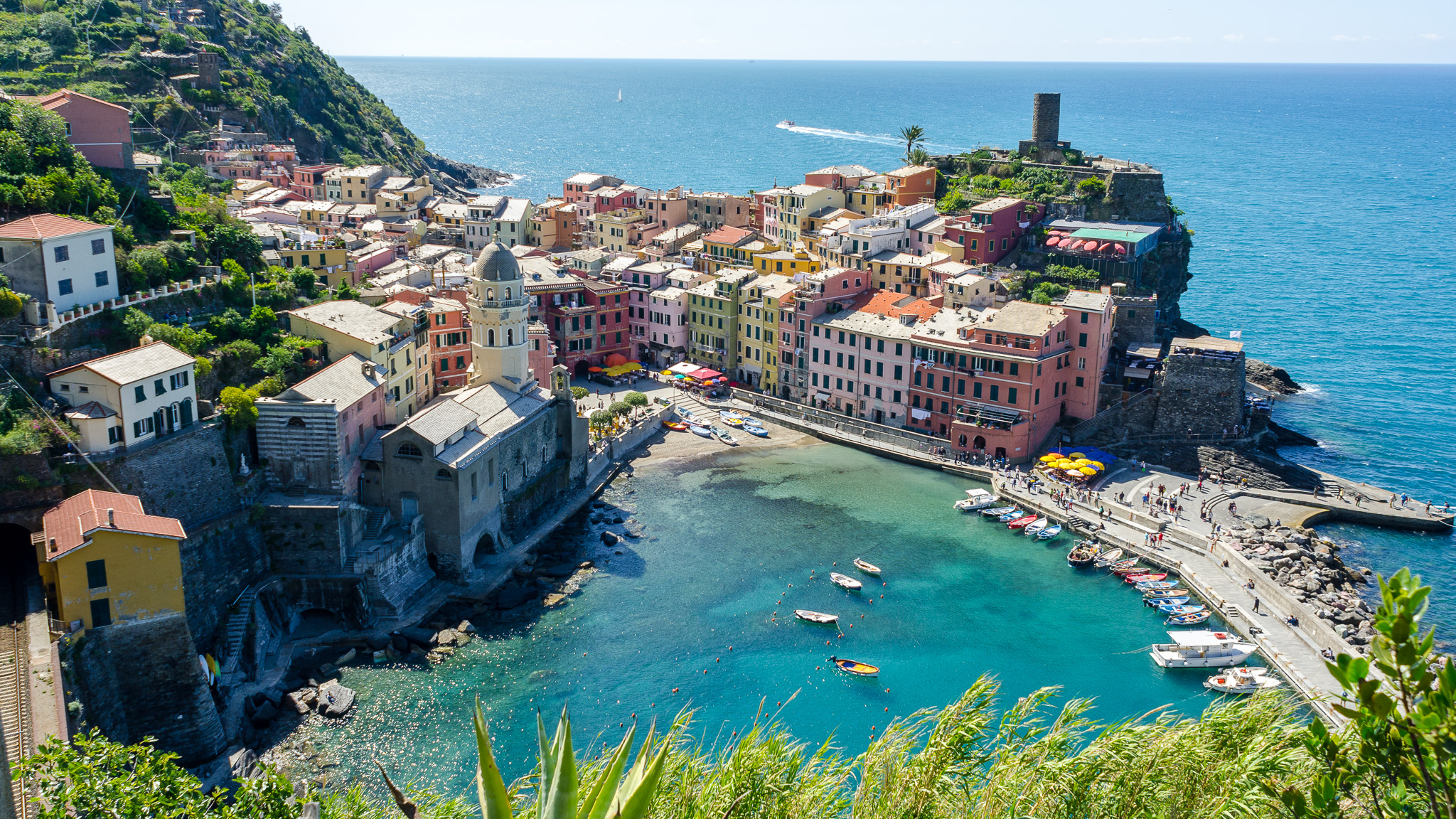
Vernazza

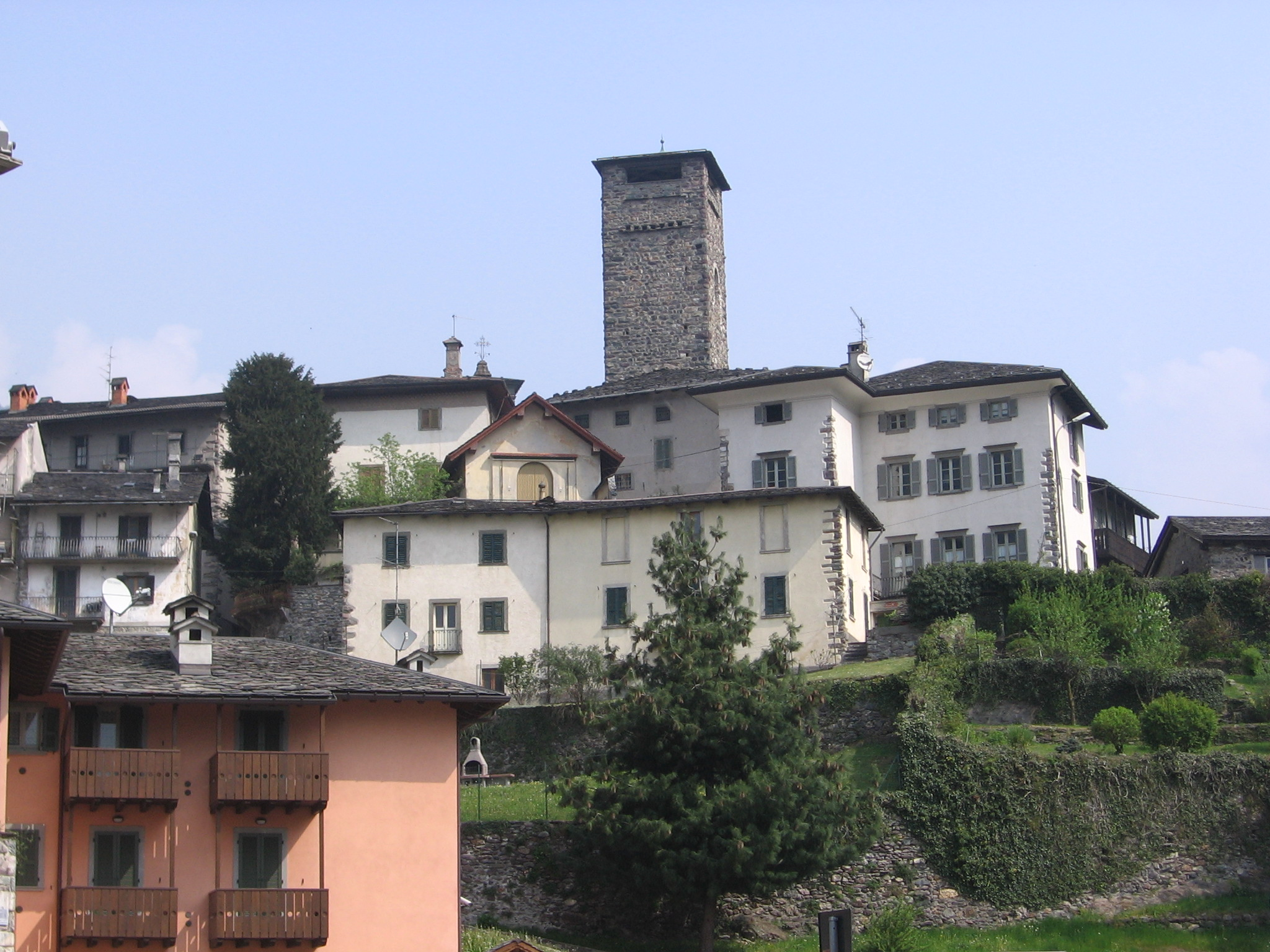
Gromo

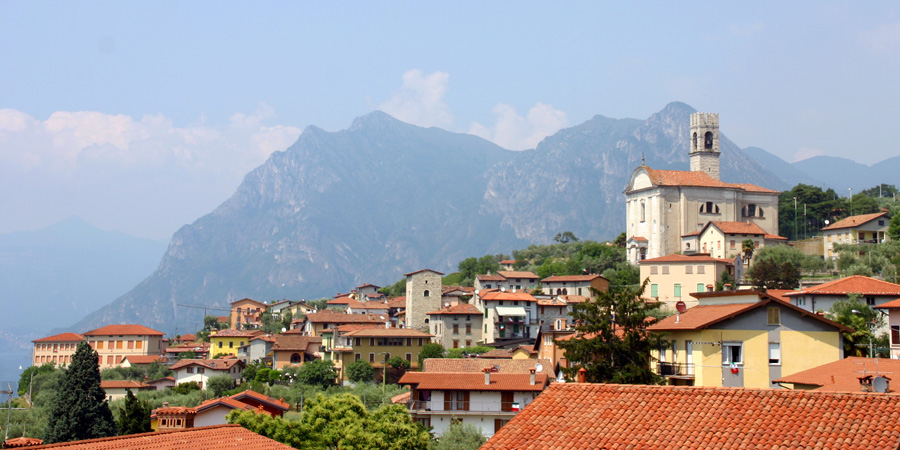
Monte Isola

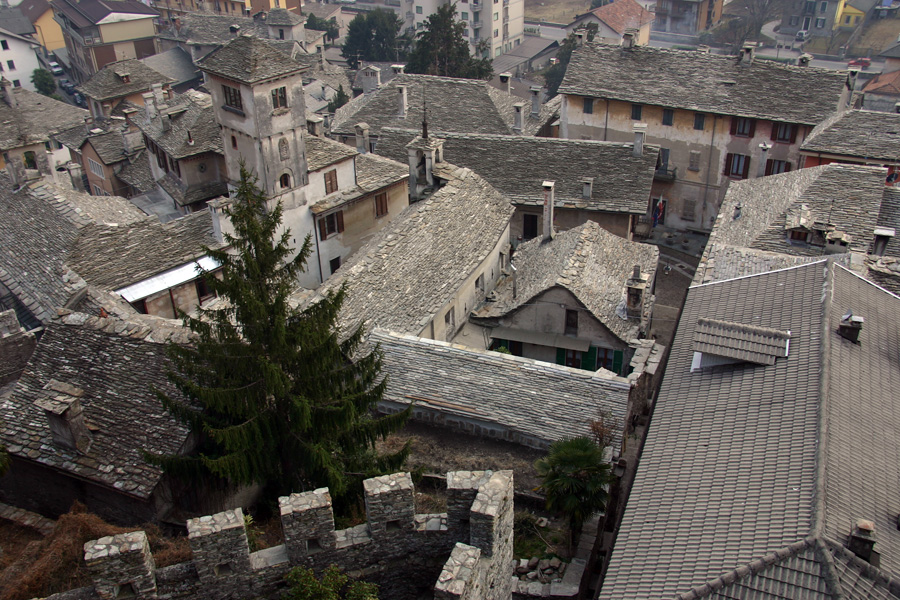
Vogogna

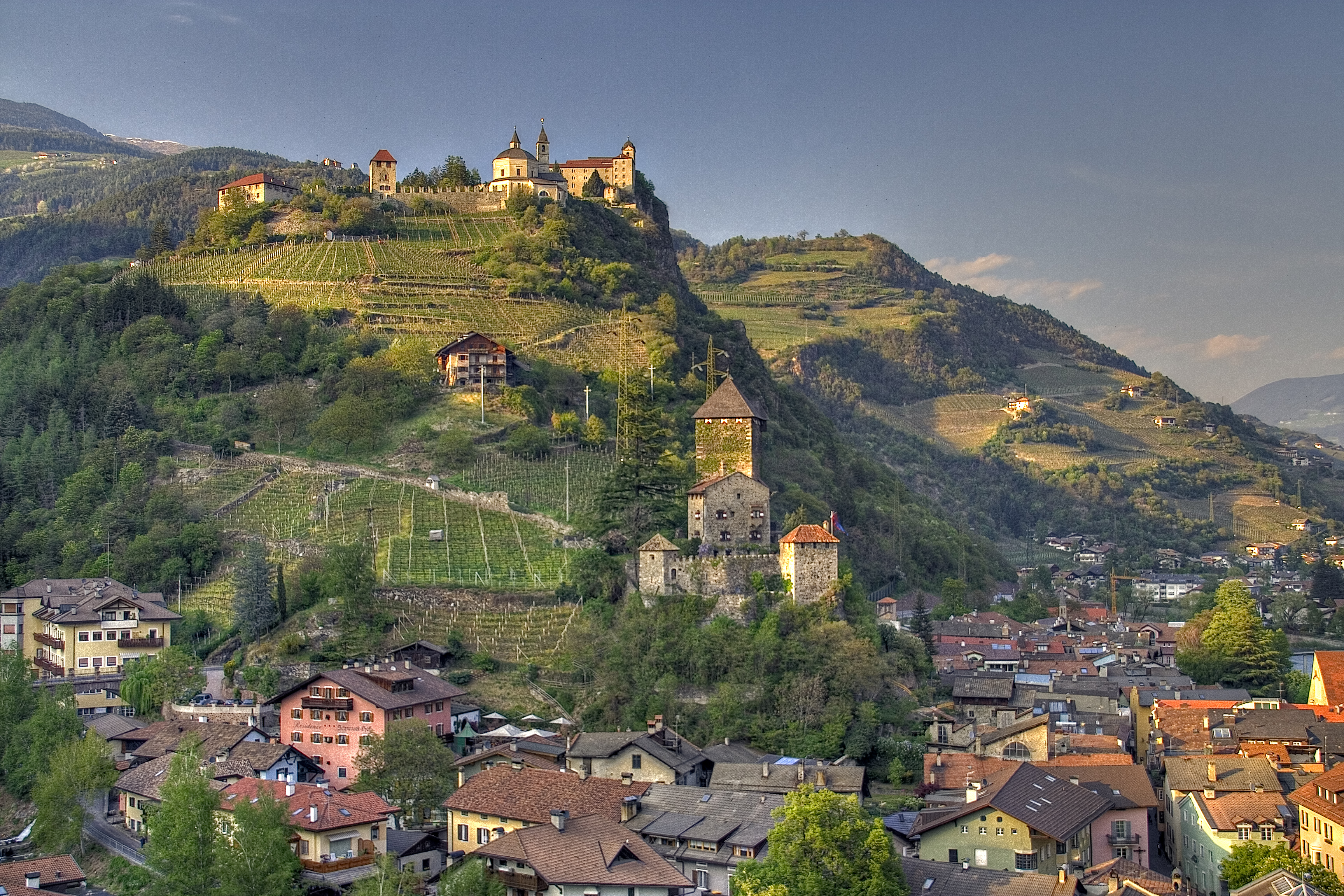
Chiusa

- Vale de Aosta (1)
  - Etroubles

- Emília-Romanha (13)
  - Bobbio
  - Brisighella
  - Castell'Arquato
  - Compiano
  - Dozza
  - Fiumalbo
  - Fontanellato
  - Gualtieri
  - Montefiore Conca
  - Montegridolfo
  - San Giovanni in Marignano
  - San Leo
  - Vigoleno

- Friul-Veneza Júlia (9)
  - Clauiano
  - Cordovado
  - Fagagna
  - Gradisca d'Isonzo
  - Poffabro
  - Polcenigo
  - Sesto al Reghena
  - Toppo
  - Valvasone

- Ligúria (21)
  - Apricale
  - Borgio Verezzi
  - Brugnato
  - Campo Ligure
  - Castelvecchio di Rocca Barbena
  - Cervo
  - Colletta di Castelbianco
  - Finalborgo
  - Framura
  - Laigueglia
  - Lingueglietta
  - Millesimo
  - Moneglia
  - Montemarcello
  - Noli
  - Seborga
  - Tellaro
  - Triora
  - Varese Ligure
  - Vernazza
  - Zuccarello

- Lombardia (21)
  - Bienno
  - Cassinetta di Lugagnano
  - Castellaro Lagusello
  - Castelponzone
  - Cornello dei Tasso
  - Curiglia con Monteviasco
  - Fortunago
  - Gradella
  - Grazie (pertencente a Curtatone)
  - Gromo
  - Lierna
  - Lovere
  - Monte Isola
  - Morimondo
  - Pomponesco
  - Porana
  - Sabioneta
  - San Benedetto Po
  - Soncino
  - Tremezzo
  - Tremosine
  - Zavattarello

- Piemonte (10)
  - Chianale
  - Garessio
  - Mombaldone
  - Neive
  - Orta San Giulio
  - Ostana
  - Ricetto di Candelo
  - Usseaux
  - Vogogna
  - Volpedo

- Trentino-Alto Ádige (8)
  - Canale di Tenno
  - Klausen
  - Neumarkt
  - Glurns
  - Mezzano
  - Rango
  - San Lorenzo in Banale
  - Sterzing

- Vêneto (6)
  - Arquà Petrarca
  - Asolo
  - Borghetto
  - Cison di Valmarino
  - Montagnana
  - Portobuffolé

### Itália central

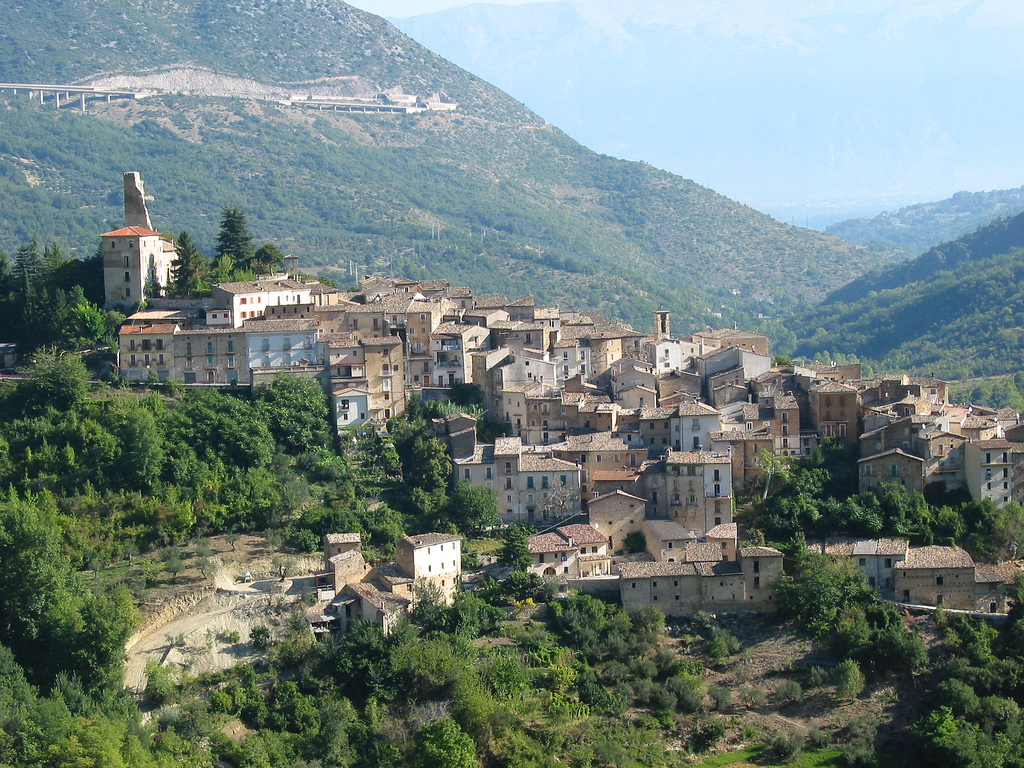
Anversa degli Abruzzi

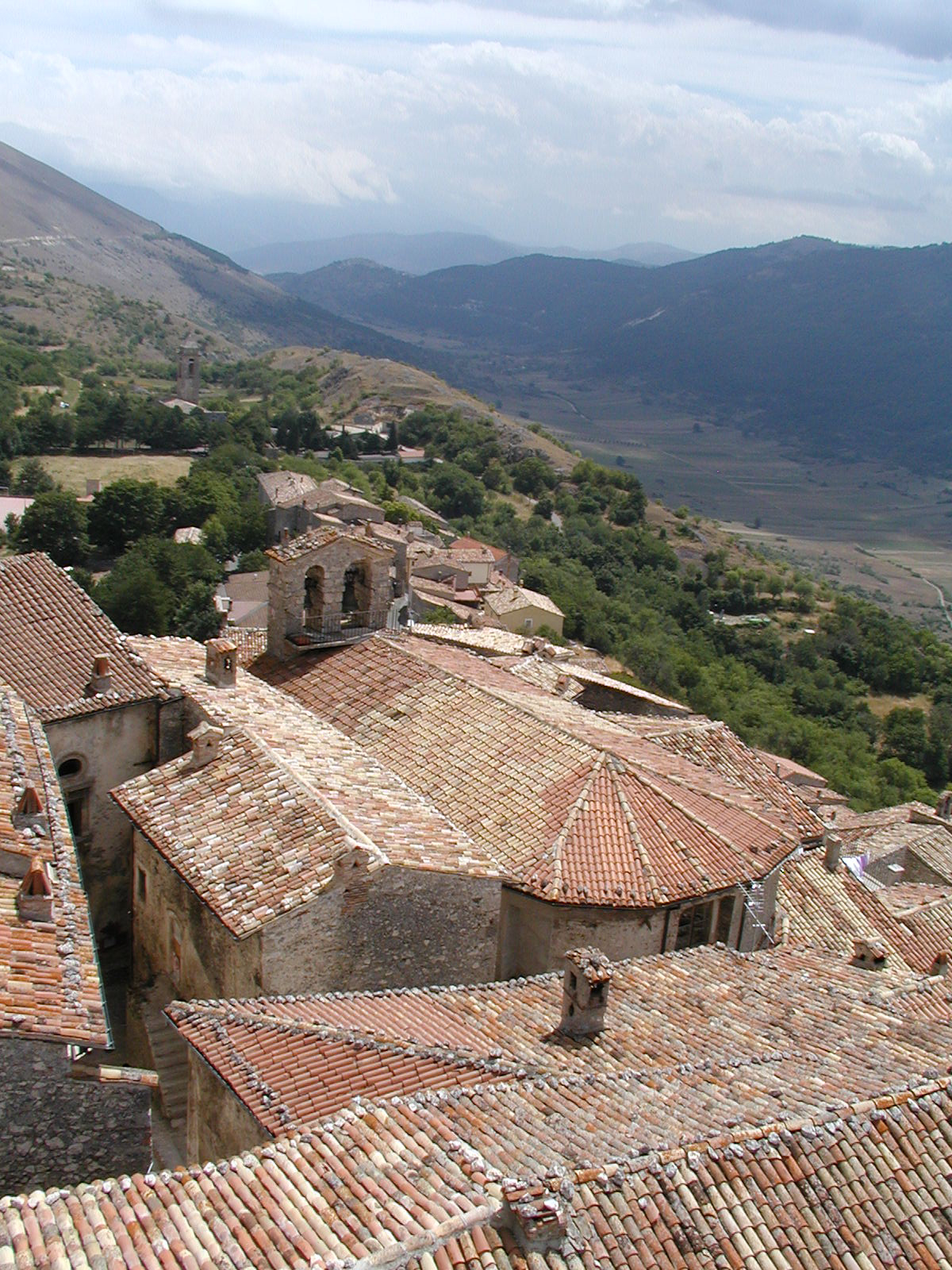
Santo Stefano di Sessanio

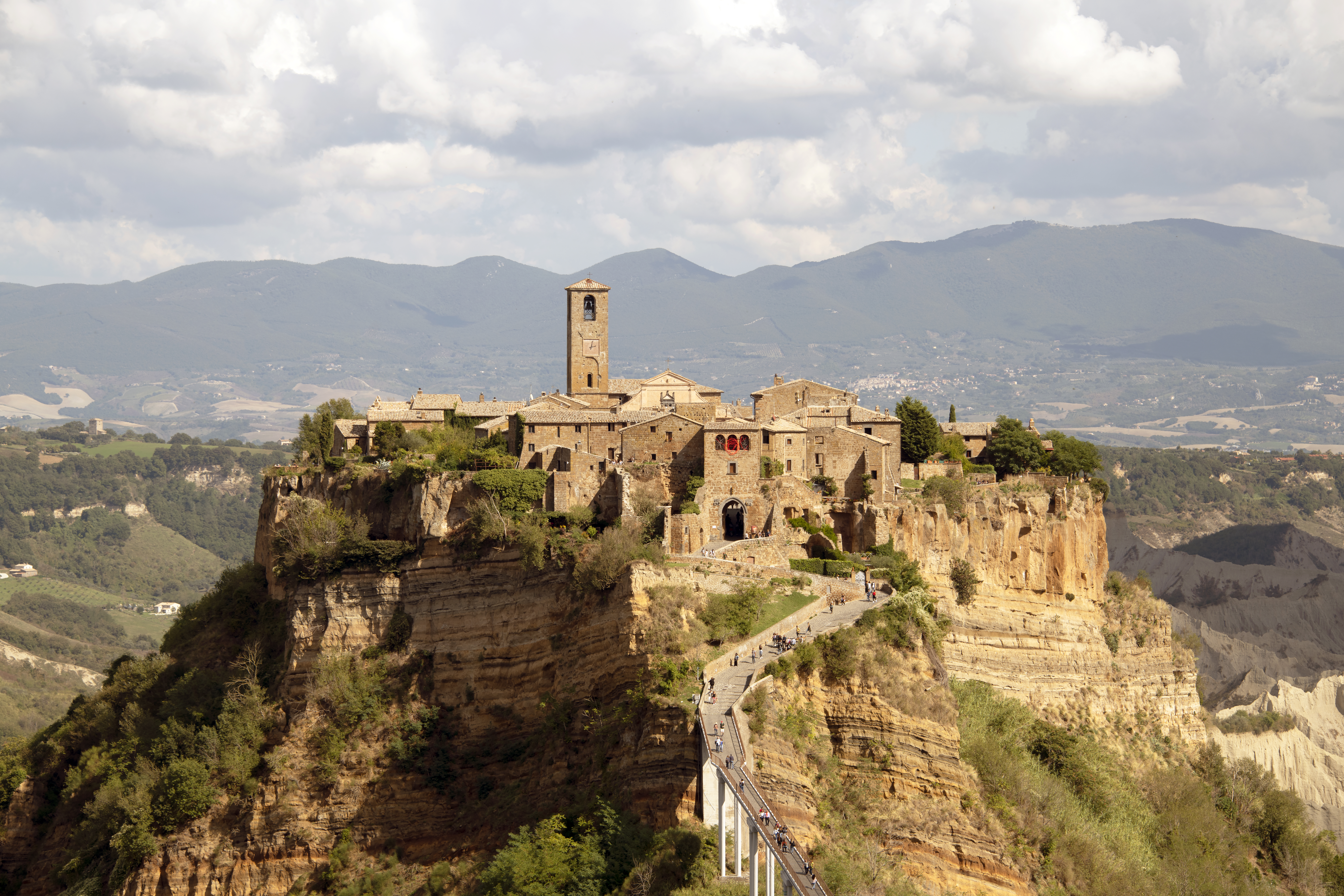
Civita di Bagnoregio

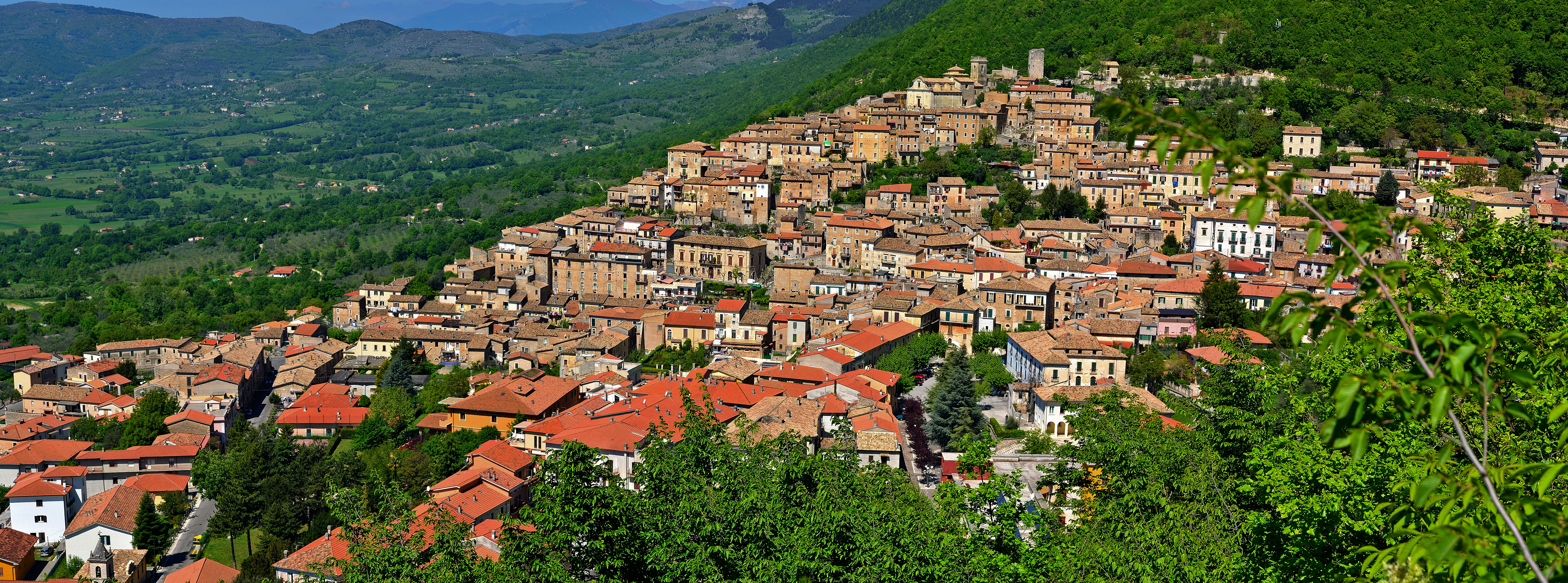
San Donato Val di Comino

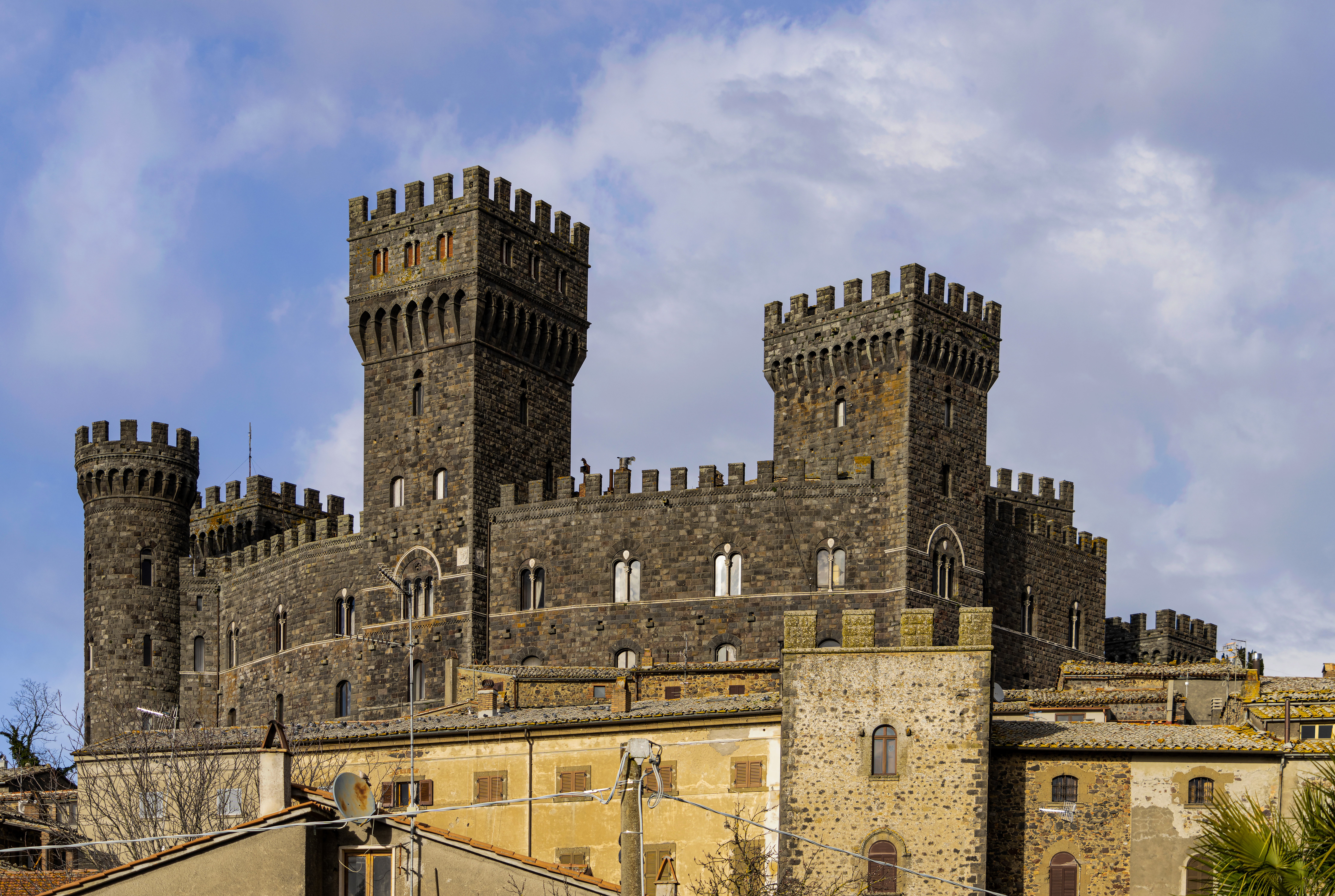
Torre Alfina

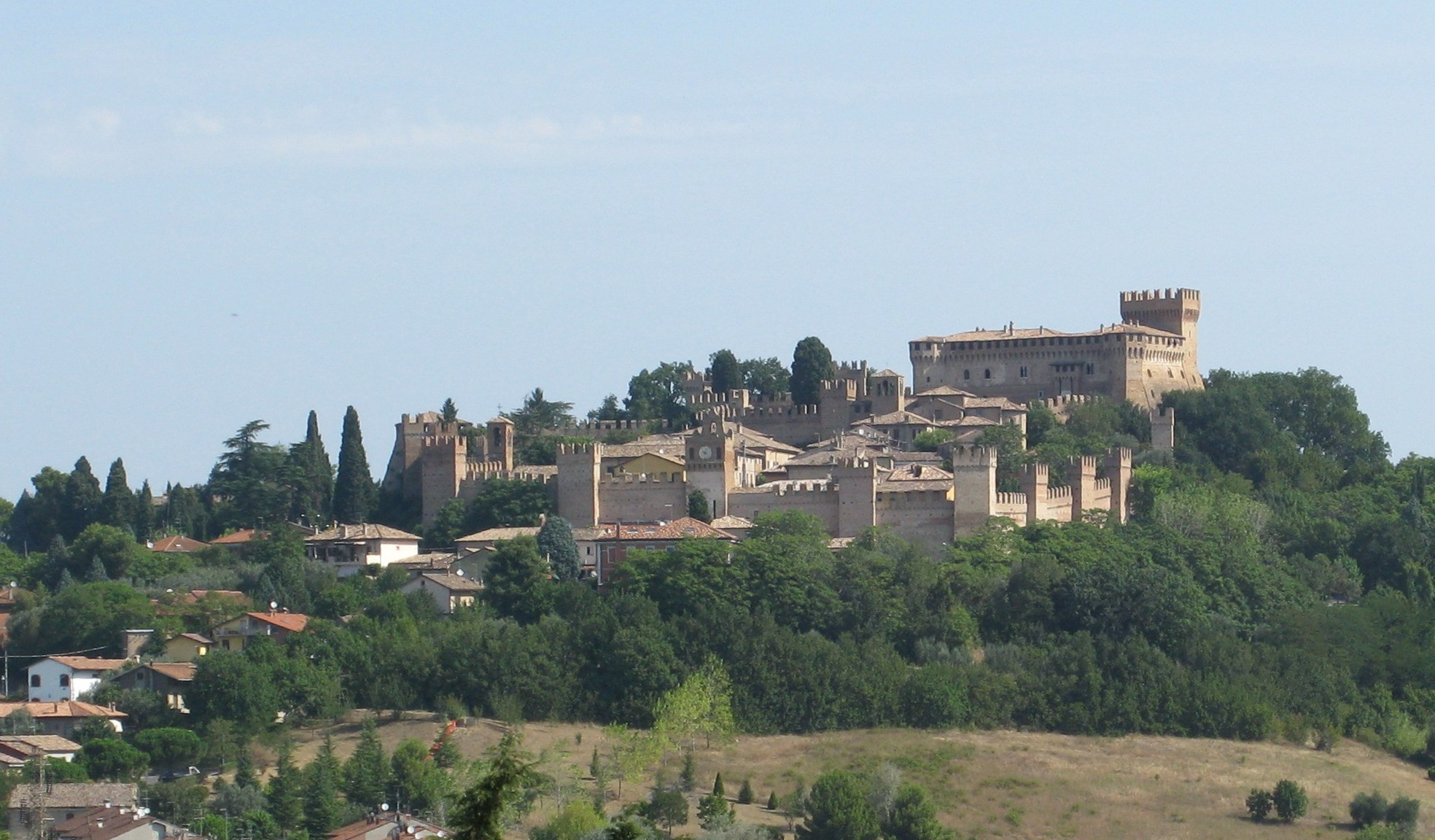
Gradara

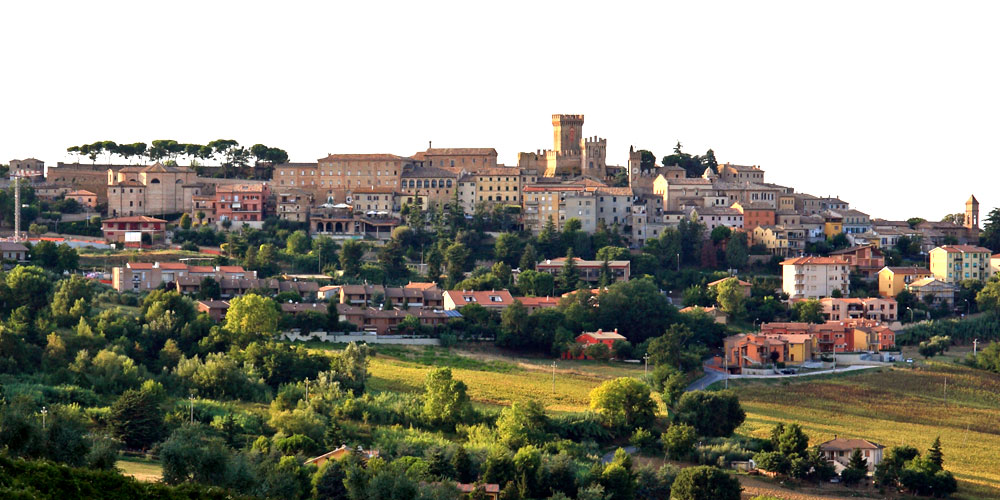
Offagna

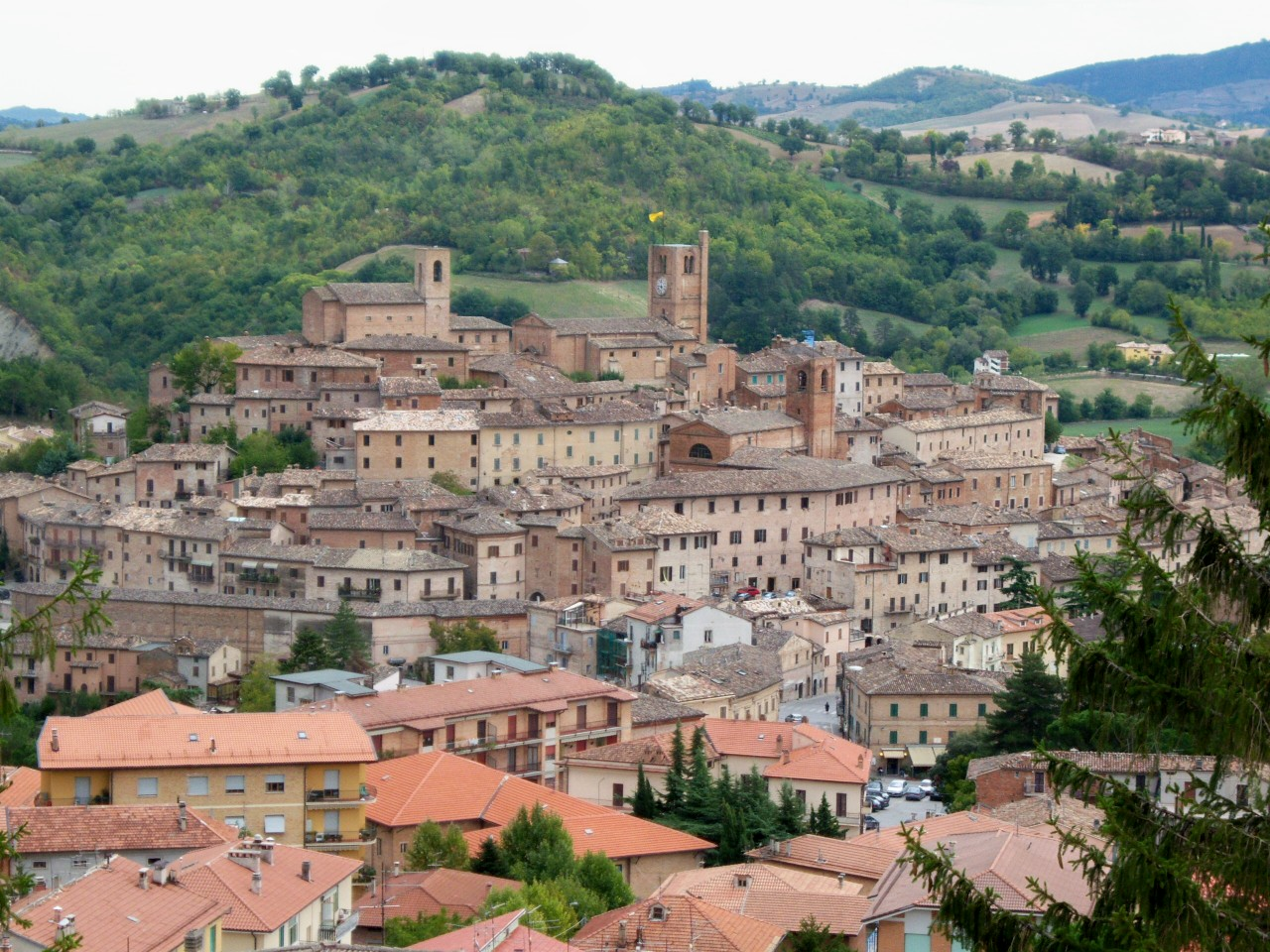
Sarnano

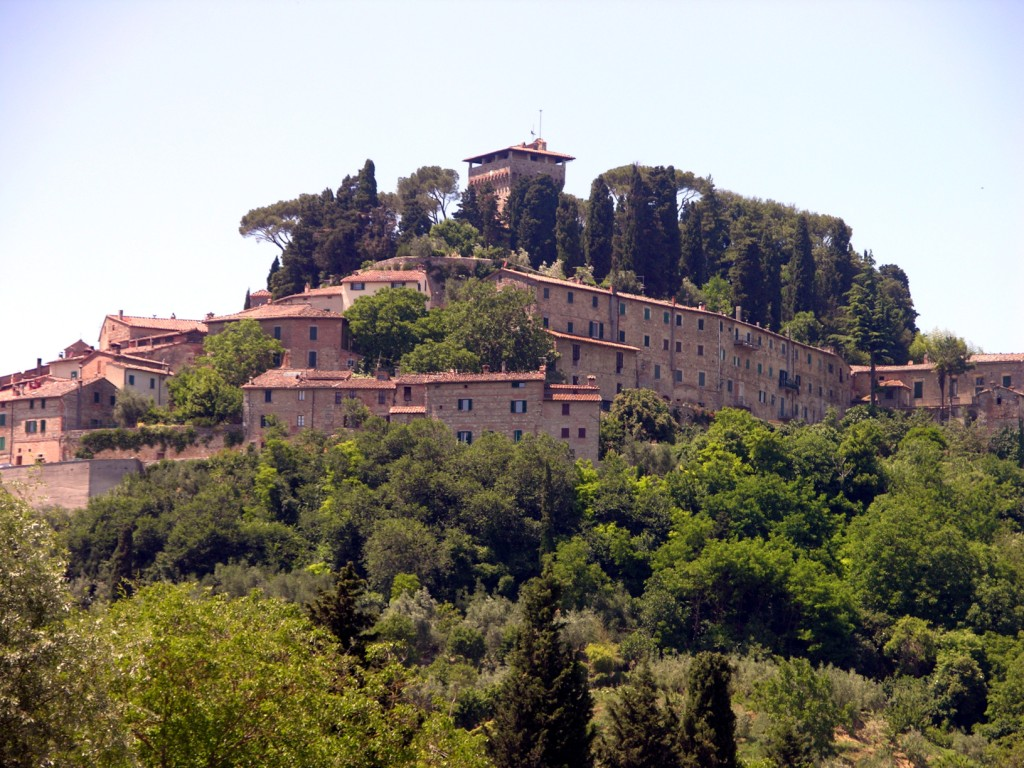
Cetona

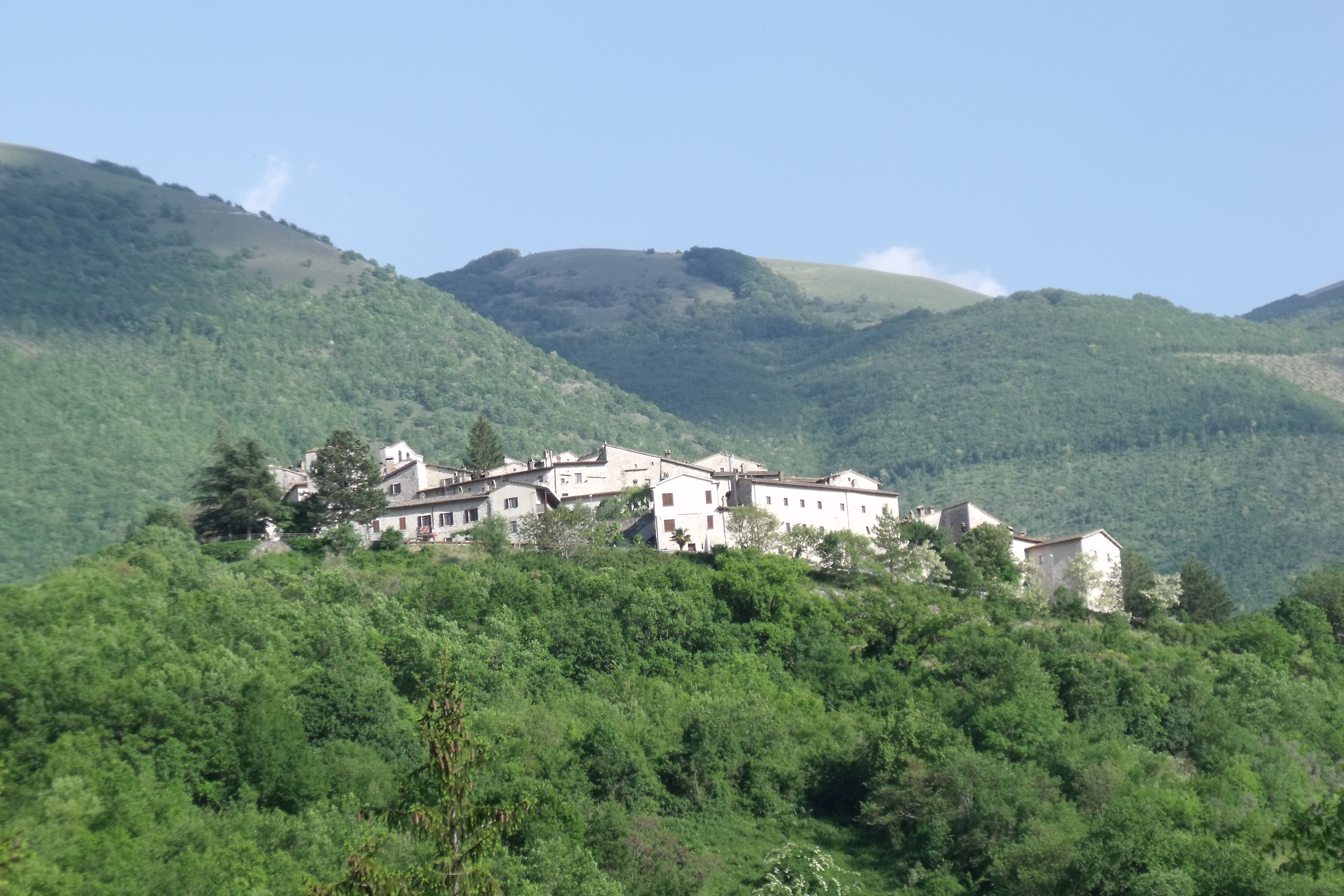
Vallo di Nera

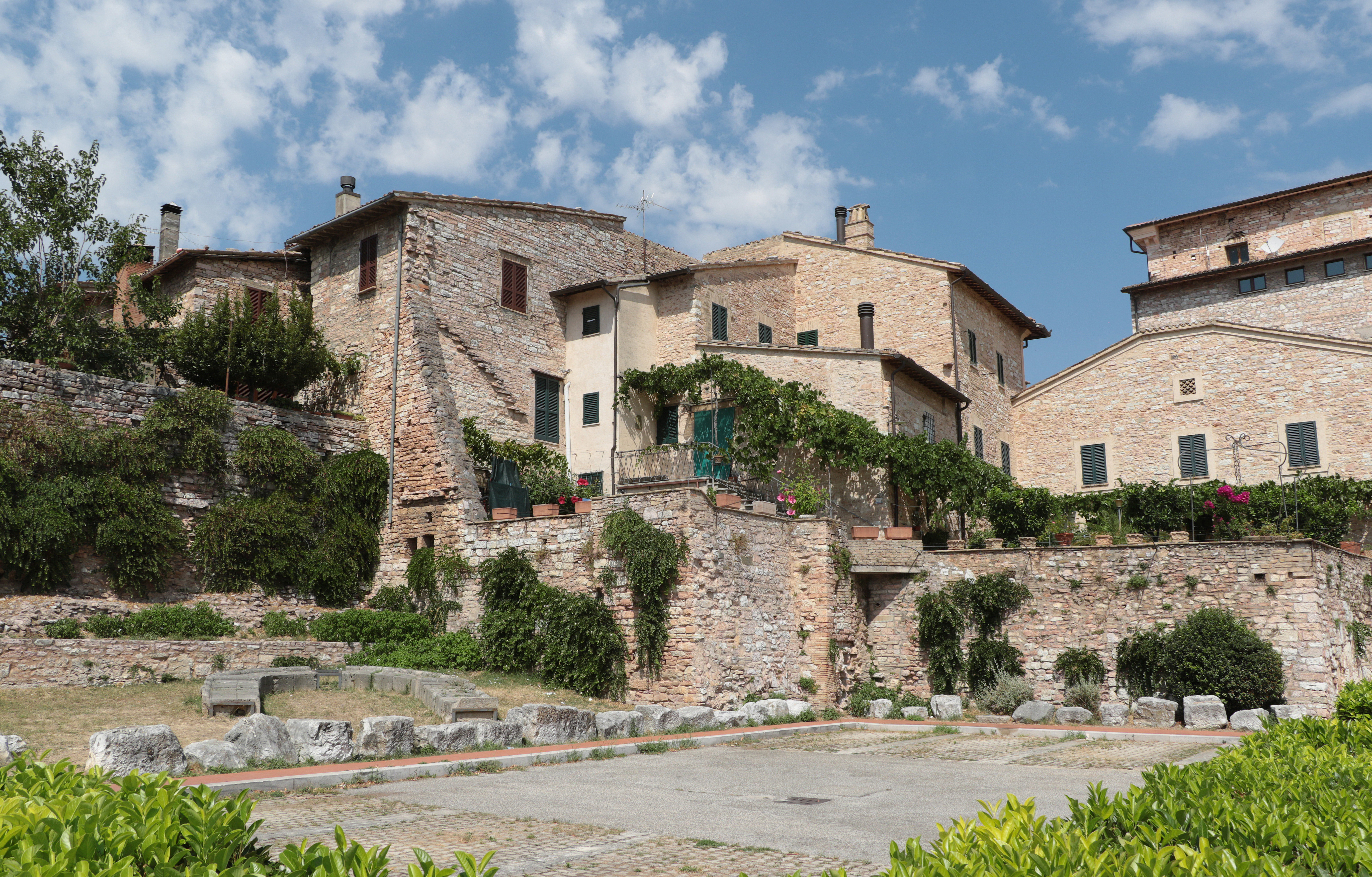
Spello

- Abruzos(21)
  - Abbateggio
  - Anversa degli Abruzzi
  - Bugnara
  - Caramanico Terme
  - Castel del Monte
  - Castelli
  - Città Sant'Angelo
  - Civitella del Tronto
  - Introdacqua
  - Navelli
  - Opi
  - Pacentro
  - Penne
  - Pettorano sul Gizio
  - Pietracamela
  - Pretoro
  - Rocca San Giovanni
  - Santo Stefano di Sessanio
  - Scanno
  - Tagliacozzo
  - Villalago

- Lácio (13)
  - Boville Ernica
  - Campodimele
  - Caprarola
  - Castel di Tora
  - Castel Gandolfo
  - Civita di Bagnoregio
  - Collalto Sabino
  - Monte San Giovanni Campano
  - Orvinio
  - San Donato Val di Comino
  - Sperlonga
  - Subiaco
  - Torre Alfina

- Marcas (22)
  - Cingoli
  - Corinaldo
  - Frontino
  - Gradara
  - Grottammare
  - Macerata Feltria
  - Matelica
  - Mondavio
  - Mondolfo
  - Monte Grimano
  - Montecassiano
  - Montecosaro
  - Montefabbri
  - Montefiore dell'Aso
  - Montelupone
  - Moresco
  - Offagna
  - Offida
  - San Ginesio
  - Sarnano
  - Treia
  - Visso

- Molise (4)
  - Fornelli
  - Frosolone
  - Oratino
  - Sepino

- Toscana  (18)
  - Anghiari
  - Barga
  - Buonconvento
  - Castelfranco Piandiscò
  - Castiglione di Garfagnana
  - Cetona
  - Coreglia Antelminelli
  - Giglio Castello
  - Loro Ciuffenna
  - Montemerano
  - Montescudaio
  - Pitigliano
  - Poppi
  - Porto Ercole
  - San Casciano dei Bagni
  - Scarperia
  - Sovana
  - Suvereto

- Úmbria (25)
  - Acquasparta
  - Arrone
  - Bettona
  - Bevagna
  - Antiga vila de Sant'Antonio de Perúgia
  - Castiglione del Lago
  - Citerna
  - Corciano
  - Deruta
  - Giove
  - Lugnano in Teverina
  - Massa Martana
  - Monte Castello di Vibio
  - Montefalco
  - Montone
  - Norcia
  - Paciano
  - Panicale
  - Piediluco
  - San Gemini
  - Spello
  - Stroncone
  - Torgiano
  - Trevi
  - Vallo di Nera

### Sul de Itália

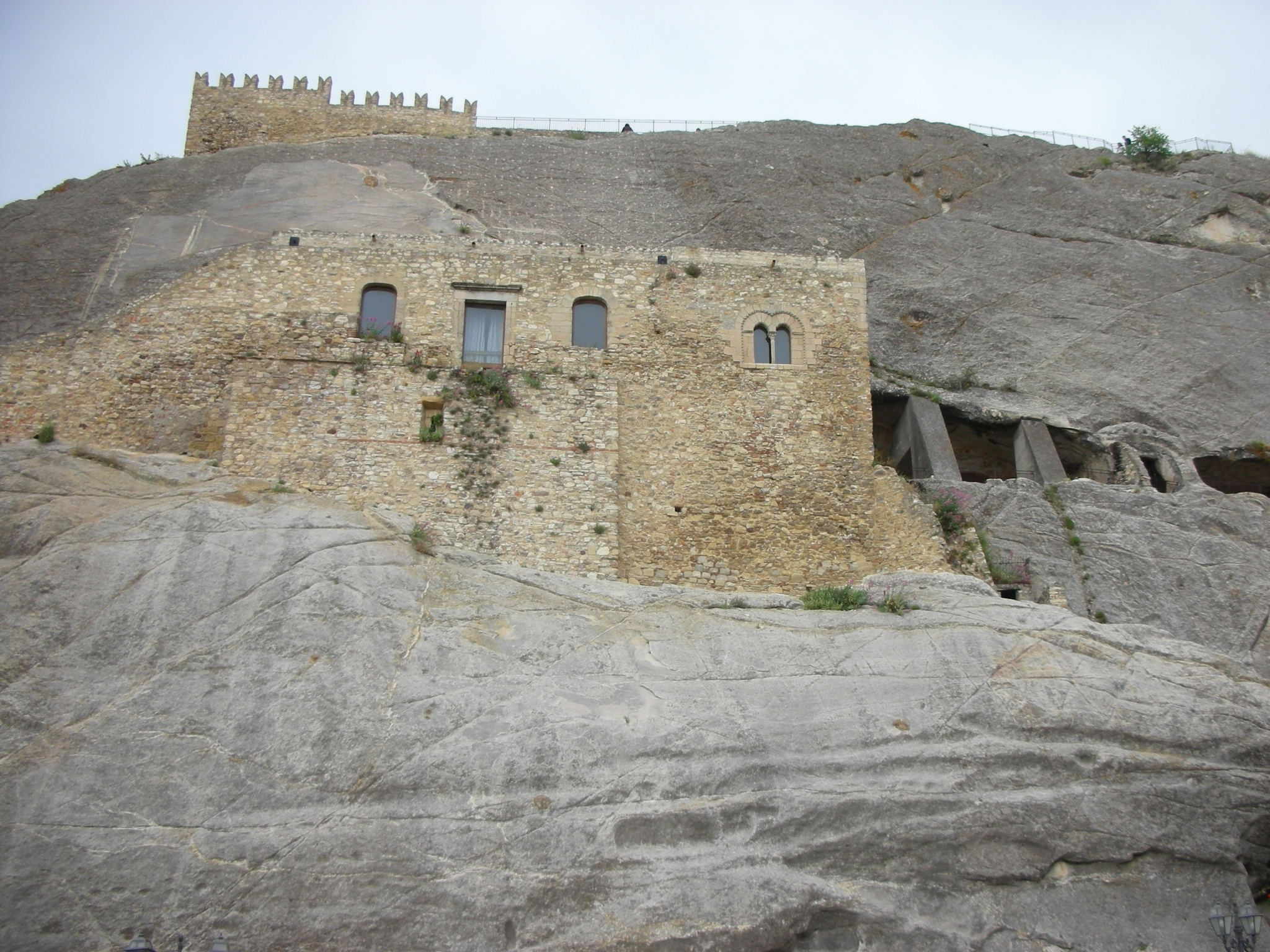
A povoação de Sperlinga

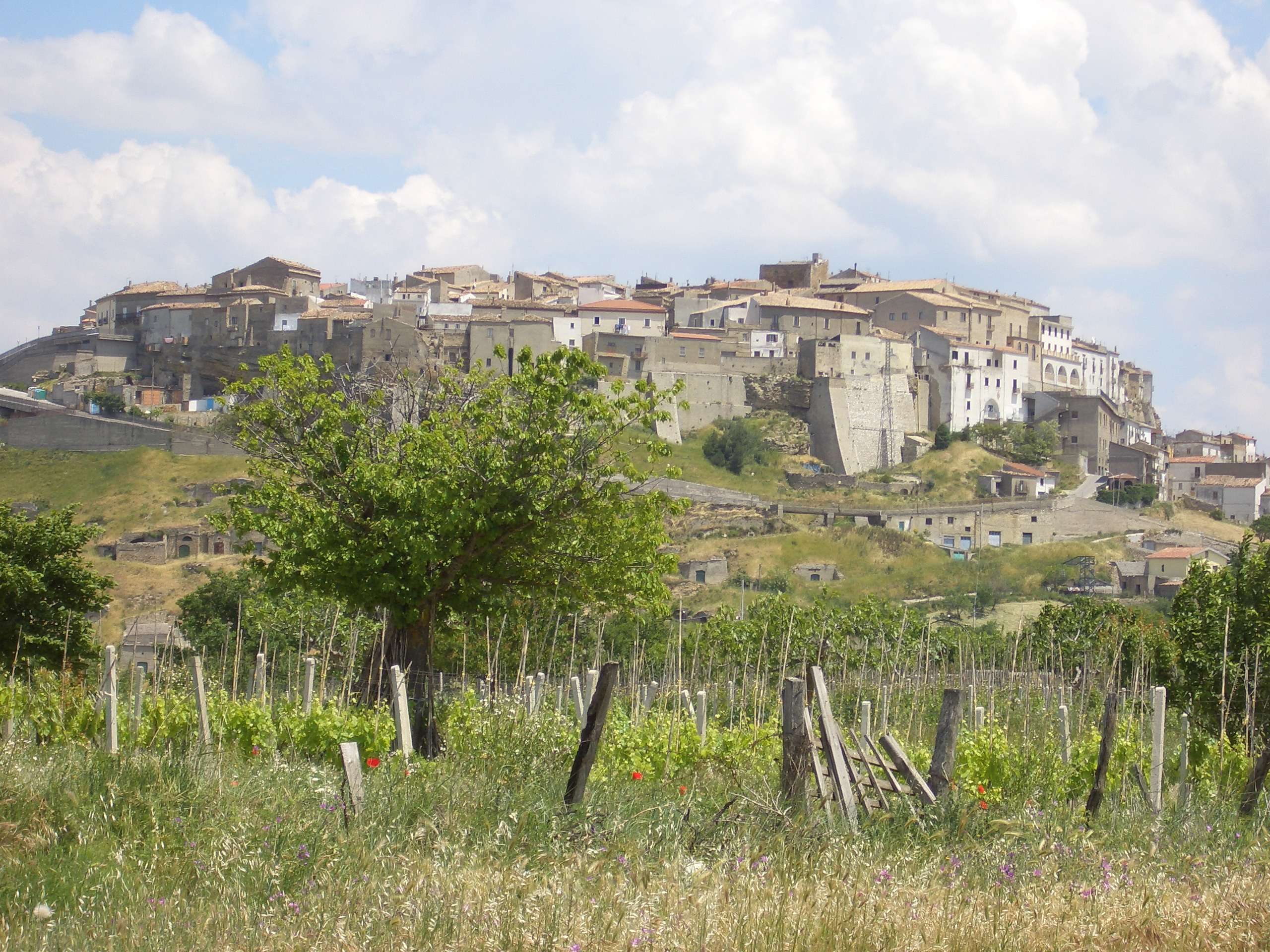
Acerenza

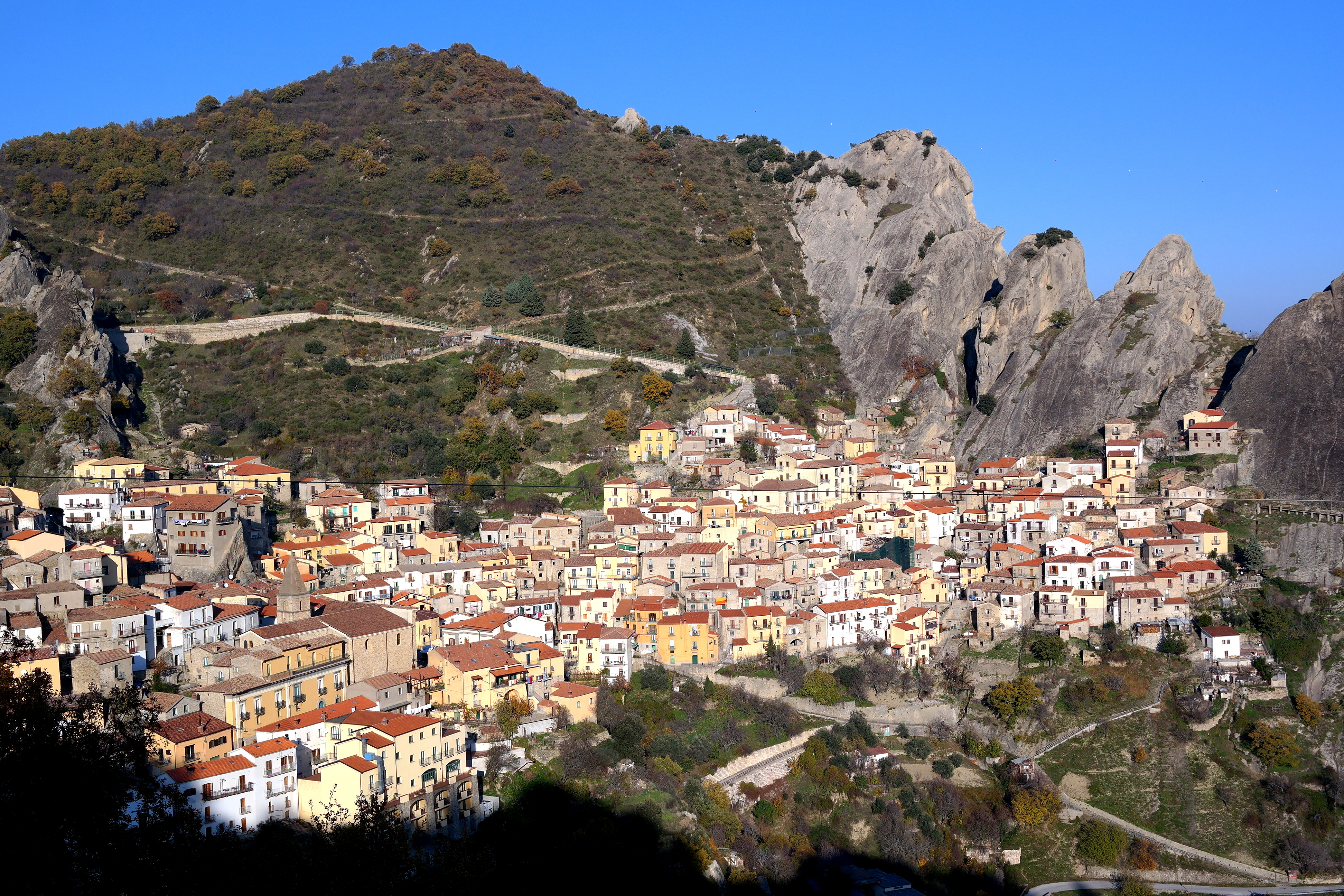
Castelmezzano

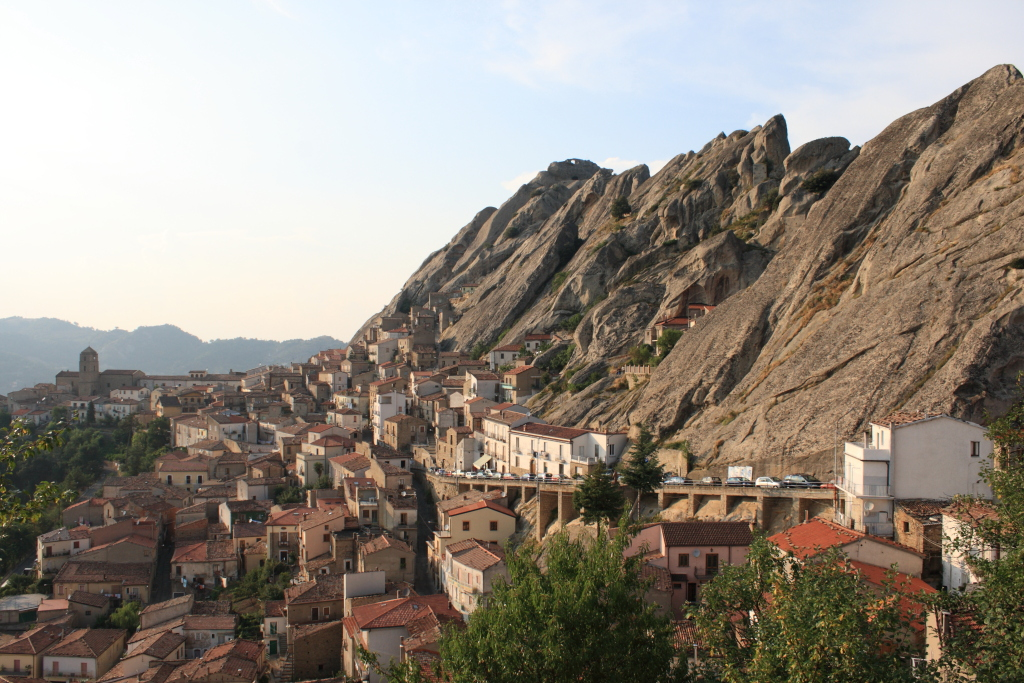
Pietrapertosa

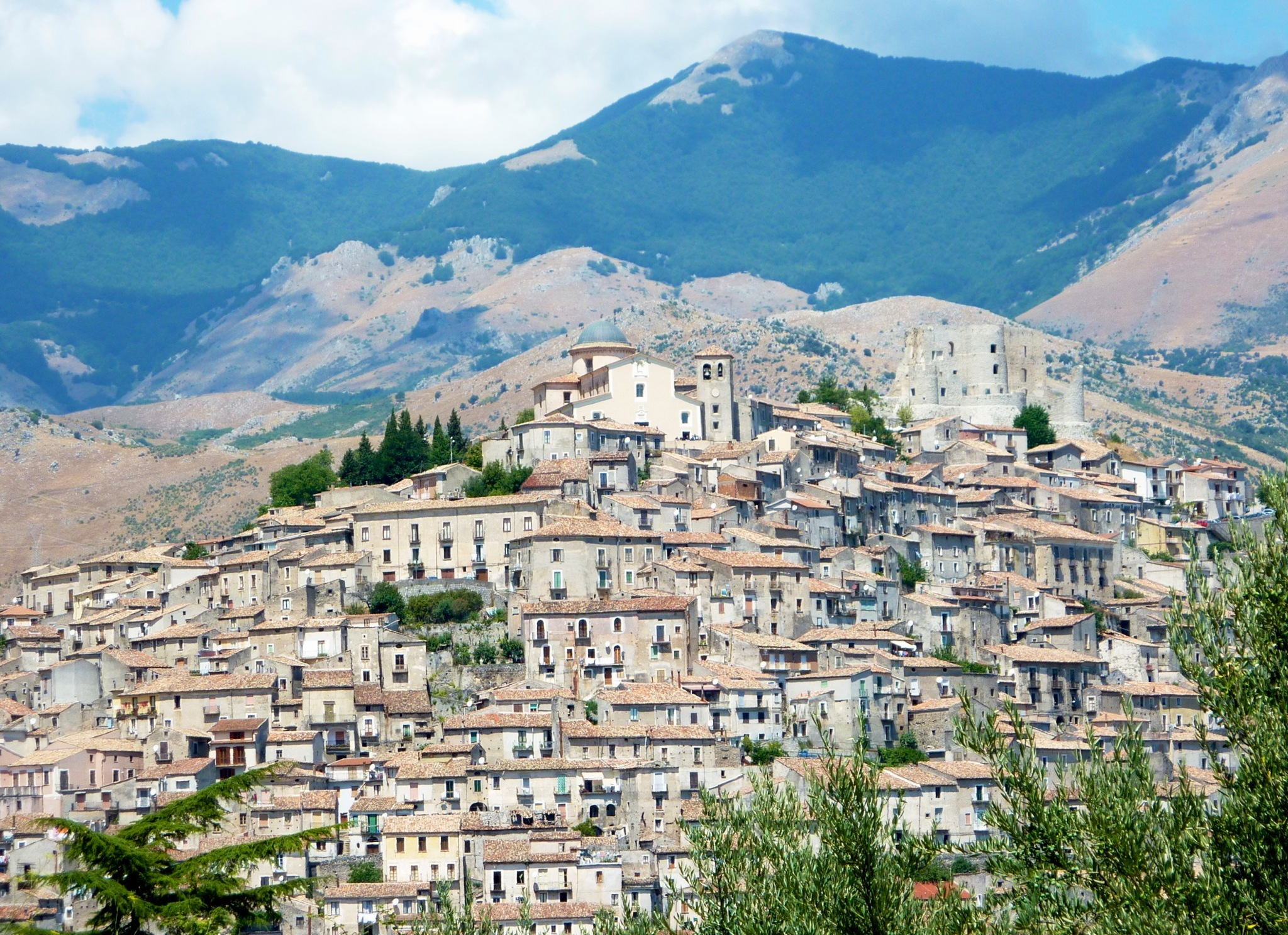
Morano Calabro

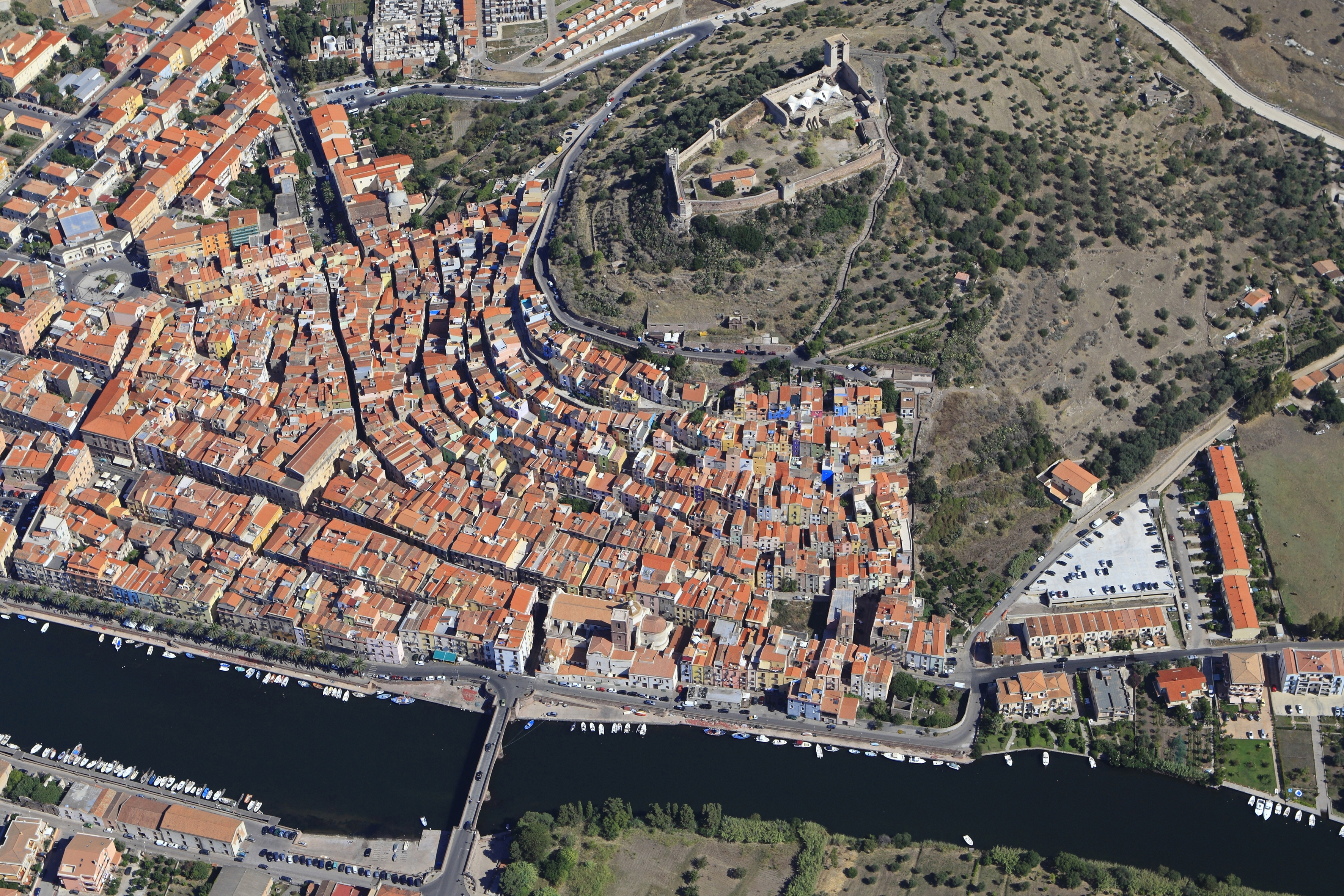
Bosa

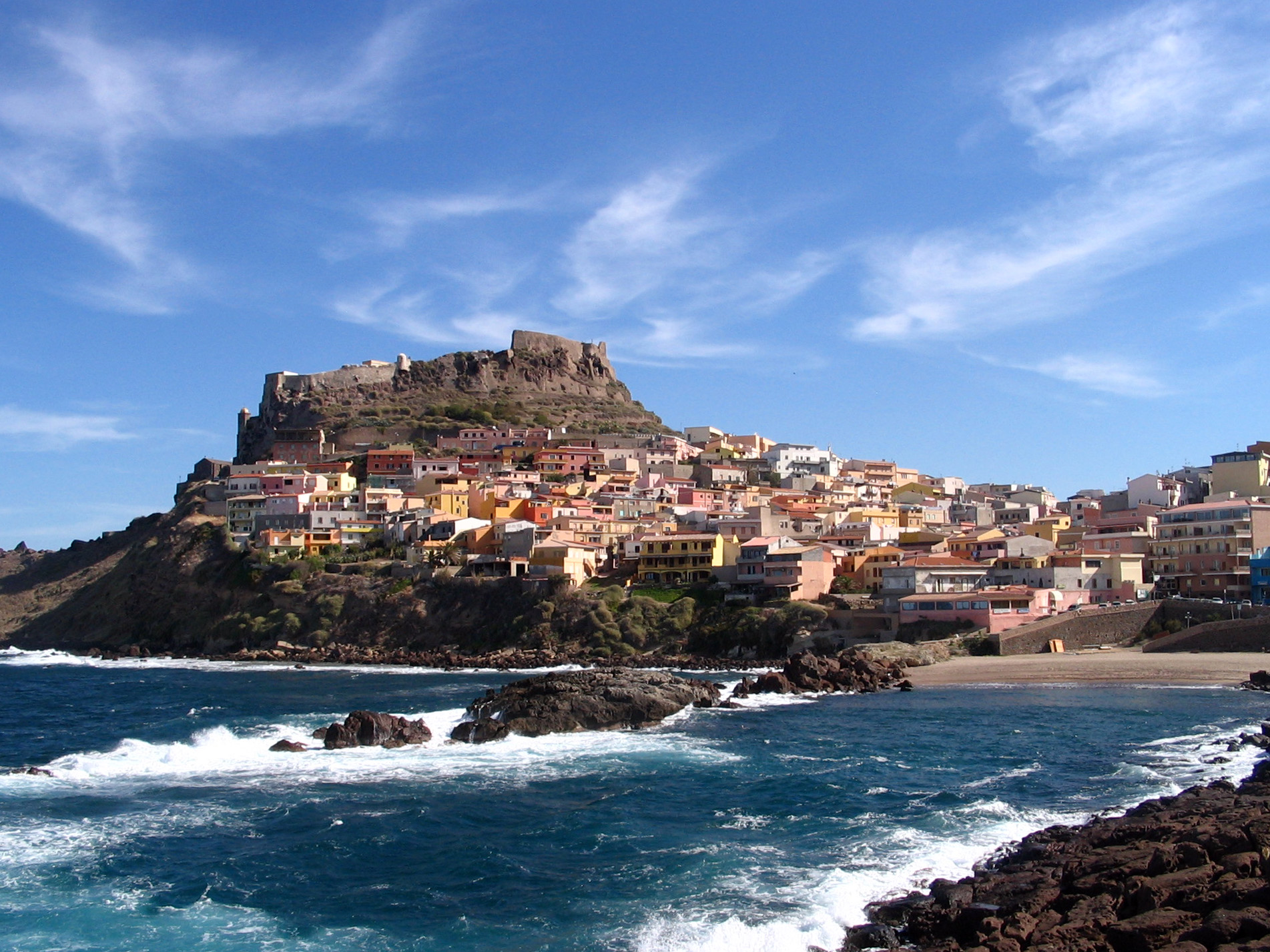
Castelsardo

As aldeias no sul de Itália e ilhas são:
- Basilicata (6)
  - Acerenza
  - Castelmezzano
  - Guardia Perticara
  - Pietrapertosa
  - Venosa
  - Viggianello

- Calábria (10)
  - Aieta
  - Altomonte
  - Bova
  - Chianalea
  - Civita
  - Fiumefreddo Bruzio
  - Gerace
  - Morano Calabro
  - Santa Severina
  - Stilo

- Campânia (8)
  - Albori
  - Atrani
  - Castellabate
  - Conca dei Marini
  - Furore
  - Monteverde
  - Nusco
  - Sant'Agata de' Goti

- Apúlia  (10)
  - Alberona
  - Bovino
  - Cisternino
  - Locorotondo
  - Otranto
  - Pietramontecorvino
  - Presicce
  - Roseto Valfortore
  - Specchia
  - Vico del Gargano

- Sardenha (4)
  - Atzara
  - Bosa
  - Carloforte
  - Castelsardo

- Sicília (18)
  - Castelmola
  - Castiglione di Sicilia
  - Castroreale
  - Cefalù
  - Erice
  - Ferla
  - Gangi
  - Geraci Siculo
  - Montalbano Elicona
  - Monterosso Almo
  - Novara di Sicilia
  - Palazzolo Acreide
  - Petralia Soprana
  - Sambuca di Sicilia
  - San Marco d'Alunzio
  - Savoca
  - Sperlinga
  - Sutera